# Свети Лонгин
Свети мученик Лонгин, је био први официр који је, после Христовог страдања, скинуо војну униформу и удаљио се од света ради Христа. Био је капетан, старешина војника који су присуствовали распећу Исуса Христа на Голготи, о чему сведоче јеванђелисти Матеј, Марко и Лука. Описујући Христово страдање божанствени Матеј вели: “А капетан и који с њим чуваху Исуса видевши да се земља тресе и шта би, поплашише се врло говорећи: Заиста овај беше Син Божји”.
Био је, старешина војника, односно страже која је чувала Христов гроб. Кад су јеврејске старешине сазнале за Христово васкрсење, потплаћивали су војнике да проносе лажну вест - да Христос није васкрсао него да су га украли његови ученици. Покушали су да потплате и Лонгина, али он на то није пристао. Јеврејске старешине су тада хтели да га убију, али он је сазнао за то и, заједно са два своја друга, скинуо је свој војнички појас, отишао код апостола и крстио се, а затим је тајно напустио Јерусалим и преселио се у Кападокију. Тамо се предао посту и молитви, и, као живи сведок Христовог васкрсења, обратио је многе незнабошце у истиниту веру. Потом се удаљио у село на имање свога оца, али ни тамо га нису оставили на миру. Сазнавши где се Лонгин налази, Пилат је послао војнике да га посеку, али светитељ је то провидео духом. Изашао је у сусрет својим џелатима и свратио их у свој дом не казујући им ко је. Добро угошћени војници легли су да спавају, а Св. Лонгин молио се целу ту ноћ, припремајући се за смрт. Изјутра је довео и она два своја друга, обукао се у беле погребне хаљине, поучио своје укућане и показао им место на једном брдашцу, где ће га сахранити. Тада се јавио војницима и казао им да је он Лонгин, кога они траже. Војници су се збунили и застидели, и нису ни мислили да да га посеку, но светитељ је од њих захтевао да испуне заповест свог старешине. Тада су посечени и Лонгин и два његова друга. Лонгинову главу војници су однели Пилату, а овај ју је предао Јеврејима који су је закопали у ђубре ван града.
После много времена од Лонгинове смрти, како је записао његов животописац, у Кападокији је ослепела једна удовица. Пошто јој лекари нису могли да помогну, пошла је са сином у Јерусалим да се поклони светињама. Тек што су стигли, њен син се изненада разболео и умро. У тој великој жалости јавио јој се Св. Лонгин и утешио ју је обећањем да ће јој повратити вид и показати јој сина у небеској слави. Светитељ ју је упутио иза градских зидина, на сметлиште, да тамо откопа његову главу. Чепркајући по сметлишту, удовица је у једном тренутку дотакла главу светог мученика и одмах прогледала. Испуњена радошћу, узела је светитељеву главу, опрала је, окадила и ставила у свој стан као највећу драгоценост.
Велики део овог текста је преузет из охридског пролога светог владике Николаја Велимировића. Он не подлеже ауторским правима